# Lewis Gilbert
Lewis Gilbert (ur. 6 marca 1920 w Londynie, zm. 23 lutego 2018 w Monako) – brytyjski reżyser, producent i scenarzysta. Aktor dziecięcy. Twórca 3 filmów o przygodach Jamesa Bonda.

## Życiorys
Po zakończeniu kariery jako dziecięcy aktor w filmach z lat 20. i 30., rozpoczął tworzenie filmów dokumentalnych dla Królewskich Sił Lotniczych podczas II wojny światowej. Popularność jako reżyser (lecz także scenarzysta i producent) zdobył serią udanych produkcji w latach 50. Nieraz były one oparte na faktach wojennych.
W 1966 wyreżyserował komedię Alfie z Michaelem Caine’em w roli głównej. Film zdobył 5 nominacji do Oscara, a sam Gilbert jako reżyser otrzymał nominację do Złotego Globu. W 2004 r. produkcja doczekała się remake’u z Jude’em Lawem.
Po początkowych odmowach Gilberta, Harry Saltzman i Albert R. Broccoli zdołali w 1967 namówić go do nakręcenia Żyje się tylko dwa razy, piątego filmu z serii o Jamesie Bondzie. Gilbert powrócił do Bonda jeszcze dwukrotnie: w Szpiegu, który mnie kochał (1977) i Moonrakerze (1979).
Odznaczony Orderem Imperium Brytyjskiego III klasy (CBE).

## Filmografia
Jako reżyser:
- Niezastąpiony kamerdyner (1957)
- Zatopić pancernik Bismarck! (1960)
- Nawiedzony okręt (1962)
- Alfie (1966)
- Żyje się tylko dwa razy (1967)
- Szpieg, który mnie kochał (1977)
- Moonraker (1979)
- Edukacja Rity (1983)
- Nie całkiem w raju (1985)
- Shirley Valentine (1989)
- Nawiedzony (1995)
- Zanim odejdziesz (2002)